# Werner Kniesek
Werner Kniesek (Salzburgo, 17 de noviembre de 1946) es un asesino austriaco, considerado uno de los delincuentes más peligrosos de la historia criminal de ese país. Mientras se encontraba en libertad condicional, torturó y asesinó a tres miembros de una misma familia. Su historia inspiró la película Angst (1983) de Gerald Kargl.

## Biografía

### Primeros crímenes
Nacido y criado en Salzburgo, Kniesek empezó a faltar a la escuela, a robar y a escaparse de su casa cuando era joven. Nunca conoció a su padre y su madre estaba agobiada con él, por lo que quería que abandonara el hogar. Cuando se enteró, Kniesek la apuñaló, robó algo de dinero y huyó a Alemania, donde fue detenido a los 16 años en Hamburgo y enviado de nuevo a Austria. Tras dos años de detención juvenil por intento de asesinato, fue puesto en libertad. Luego de cometer varios robos, disparó mortalmente sin motivo a una mujer de 73 años. Capturado nuevamente por la policía, en 1973 alegó demencia y fue condenado a ocho años y medio de prisión, de la que salió a principios de enero de 1980 por buena conducta. En total fue condenado siete veces desde los dieciséis años, estuvo en la cárcel durante quince años y pasó trece meses en un centro de trabajo antes de su salida a comienzos de la década de 1980.

### Asesinatos de Sankt Pölten
Con el dinero que recibió en la cárcel por fabricar licor ilegal, compró una pistola de aire comprimido en Viena y el 16 de enero de 1980 se dirigió en tren a Sankt Pölten, donde se hizo pasar por vendedor de alfombras, y tomó un taxi hasta el asentamiento Am copper Brunnbergbrought. Tras desechar la idea de matar al taxista, irrumpió al azar en el chalet de la familia Altreiter, donde vivía un joven de 26 años en silla de ruedas desde los 3, llamado Walter. Lo ató y cuando Gertrude e Ingrid, madre y hermana de Walter respectivamente, de 55 y 24 años, llegaron fueron también atadas por Kniesek en el pasillo. Como la madre creía que se trataba de un robo, entregó al delincuente un cheque de 20 000 chelines.
Al poco, Kniesek torturó y estranguló a Walter con sus propias manos, para luego hacer lo mismo con la madre. Maltrató a Ingrid durante varias horas y finalmente también la asesinó estrangulándola. El cuerpo de la joven estaba cubierto de ronchas, hematomas y decenas de marcas de quemaduras. Kniesek dijo después que hizo tomar a la enferma Gertrude su medicina para el corazón para que no quedara inconsciente y prolongar su sufrimiento, y que se recibió una llamada telefónica del prometido de Ingrid a la que obligó a contestar que tenía prisa. Tras matar al gato de la familia, Kniesek se acostó y se quedó dormido junto a sus víctimas. Una inquilina de 21 años sobrevivió porque había intercambiado su día libre con un colega y, por tanto, no estaba en casa.

### Captura y condena
A la mañana siguiente, metió los tres cadáveres en el maletero del Mercedes-Benz de la familia y se fue de compras con el cheque canjeado. En Karlstetten visitó un restaurante y algunas personas empezaron a sospechar de él al observar las grandes cantidades de dinero en efectivo que llevaba y su extraña apariencia, sin quitarse unos guantes negros.
Un empleado anotó la matrícula del Mercedes y alertó a la policía, que se dirigió al chalet de los Altreiter y descubrió una ventana rota. Como los tres residentes estaban desaparecidos, se inició una búsqueda del coche y de la familia por todo el país. Poco antes de la medianoche, un coche patrulla encontró el Mercedes en la Salzburg Südtiroler Platz y pudo detener a Kniesek. Al registrar el vehículo, las autoridades descubrieron los tres cadáveres en el maletero. Al cabo de dos días, Kniesek confesó finalmente haber asesinado a la familia Altreiter por el simple deseo de matar.
El 4 de julio de 1980 fue condenado por el tribunal del distrito de St. Pölten a cadena perpetua e ingresado en una institución para inestables mentales. En 1983 hizo un intento de fuga de la prisión de Stein, pero fracasó.

## En la cultura popular
La película Angst (1983) de Gerald Kargl está basada en los crímenes de Werner Kniesek. Debido a su alto contenido de violencia, el filme fue censurado en todo el territorio europeo y prácticamente terminó con la carrera de Kargl como cineasta de largometrajes. El papel de Kniesek fue interpretado por el actor austríaco Erwin Leder.